# Katastrofa lotnicza na górze Süphan Dağı
Katastrofa lotnicza na górze Süphan Dağı – wydarzyła się 23 kwietnia 1959. W jej wyniku Avro Super Trader IV należące do linii Air Charter uderzyło w zbocze góry Süphan Dağı, zabijając wszystkie 12 osób na pokładzie.

## Przebieg lotu
Samolot odbywał lot towarowy z Wielkiej Brytanii do bazy lotniczej Woomera w Australii z międzylądowaniami w Ankarze i Bahrajnie. Na pokładzie było 12 osób oraz tajne wyposażenie do ośrodka rakietowego w bazie Woomera. Samolot po starcie z Ankary zgłosił po raz ostatni pozycję o 9:26 nad Muş, a następnie kontakt został stracony. Wrak został odnaleziony 6 dni później na zboczu góry Süphan Dağı, która znajduje się na północ od planowanej trasy, przebiegającej nad jeziorem Wan. Śledztwo wykazało, że maszyna zboczyła z kursu w wyniku silnych wiatrów, które okazały się zdecydowanie silniejsze niż w prognozie.